# Ваздушни удари на Пале 1995.
НАТО је 25. и 26. маја 1995. извео ваздушне ударе на положаје Војске Републике Српске (ВРС) на Палама, као део Операцијe Спречити лет, током Ратa у Босни и Херцеговини.

## Догађаји
После неуспелог бомбардовања српских снага код Горажда, НАТО je планирао своју нову стратегију, прекид ватре је истекао и, како се предвиђало, борбе су настављене. Како су се борбе постепено шириле, снаге бошњачке владе (АРБиХ) покренуле су офанзиву великих размера на подручју Сарајева. Као одговор на напад, снаге босанских Срба (ВРС) заплениле су тешко наоружање из УНПРОФОР-овог складишта и почеле да гранатирају непријатељске мете. Као одмазду за ове акције, командант УН, генерал-потпуковник Руперт Смит је затражио ваздушне ударе НАТО-а. НАТО се одазвао и 25. и 26. маја 1995. бомбардовао два складишта муниције ВРС на Палама. Мисију су извели F-16 борбени соко Америчког ратног ваздухопловства и шпанског Ф/А-18 хорнет наоружани ласерским навођеним бомбама. Дана 26. маја, Срби су за одмазду заробили 377 талаца УНПРОФОР-а и искористили их као живи штит, присиљавајући НАТО да прекине своје ваздушне ударе.

## Последице
Суочени са другом талачком кризом , генерал Лејтон Смит и други највиши команданти УН почели су да мењају стратегију. УНПРОФОР је почео да прераспоређује своје снаге на друге локације, како би их било теже напасти или узети за таоце. Што је још важније за НАТО, генерал Мајкл Роуз основао је снаге за брзо реаговање при Уједињеним Нацијама, тешко наоружану јединицу са агресивнијим правилима ангажовања, дизајнирану да предузме офанзивну акцију ако је потребно да спречи узимање талаца и спроведе мировне споразуме.